# 娄山关路站
娄山关路站位于中华人民共和国上海市长宁区天山路街道，是上海地铁2号线与15号线的地铁换乘站。2号线车站位于天山路与娄山关路路口，呈东西向，15号线车站位于古北路与天山路路口，呈南北向。两线开通初期实行虚拟换乘，于2024年12月31日实现站内换乘。車站以附近的娄山关路得名。

## 車站結構

### 車站樓層
娄山关路站共有4層。地面為車站出口及5号口地面站厅，地下一層為2号线及换乘通道站厅，地下二層為15号线站厅及2号线站台，地下三层为15号线站台。
| 地面层   | 出入口             | 1-3、6-7出入口                                  |  |  |
|          | 5号口站厅          | 5出入口、票务服务、自动售票机、人工服务台       |  |  |
| 地下一层 | 2号线站厅          | 票务服务、自动售票机、人工服务台                |  |  |
|          | 换乘通道站厅       | 4出入口、票务服务、自动售票机、人工服务台、厕所 |  |  |
| 地下二层 | 15号线站厅         | 票务服务、自动售票机、人工服务台                |  |  |
|          | ①站台              | █ 2号线 往国家会展中心（威宁路）                |  |  |
|          | 岛式站台，左侧开门 |                                                 |  |  |
|          | ②站台              | █ 2号线 往浦东1号2号航站楼（中山公园）          |  |  |
| 地下三层 | ④站台              | █ 15号线 往顾村公园（长风公园）                 |  |  |
|          | 岛式站台，左侧开门 |                                                 |  |  |
|          | ③站台              | █ 15号线 往紫竹高新区（红宝石路）               |  |  |

### 站厅
2号线娄山关路站站厅位于地下一层，与天山路平行。站厅内设有检票闸机、服务中心以及FamilyMart便利店等设施。
15号线娄山关路站站厅位于地下二层，与古北路平行。

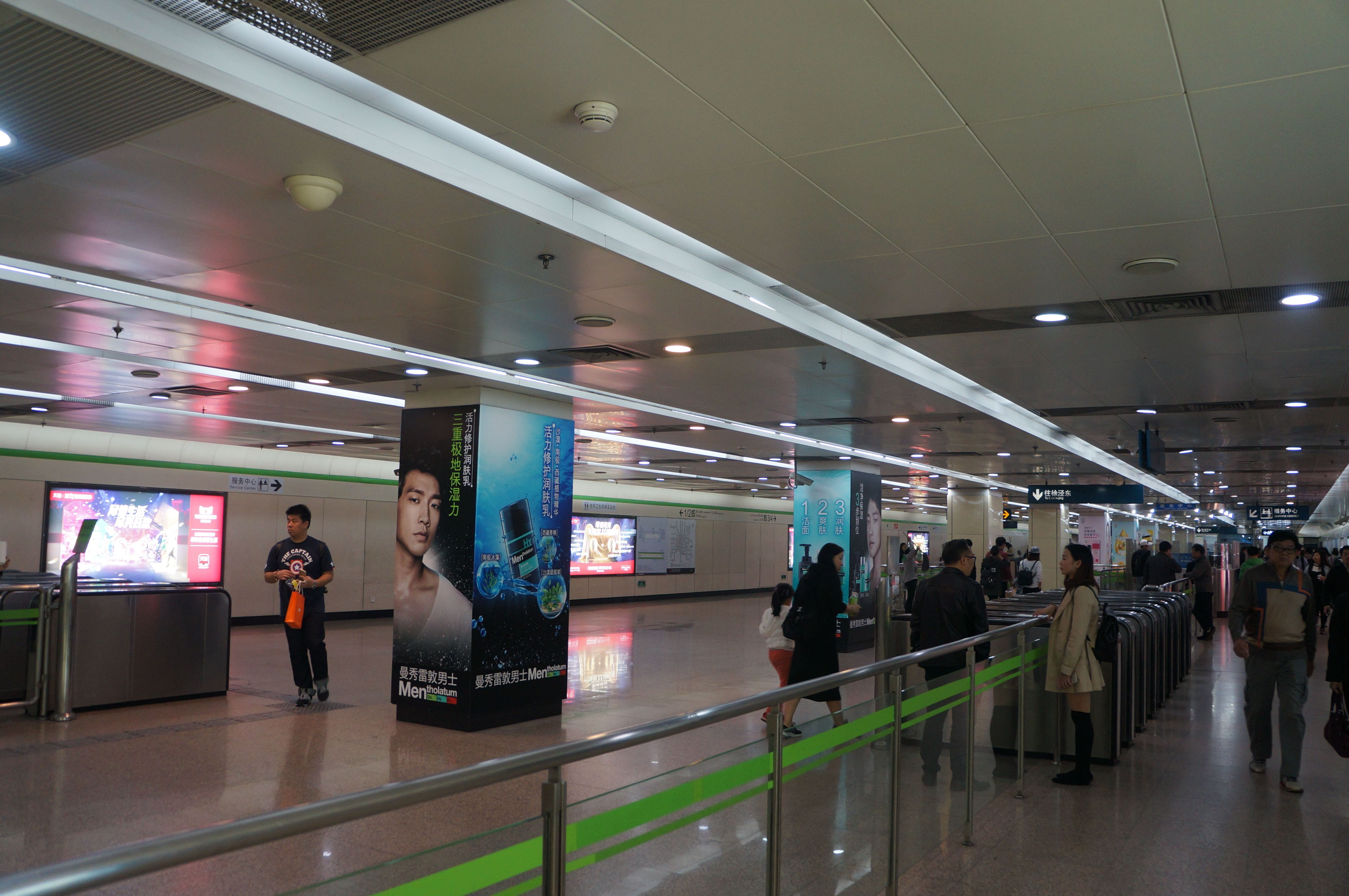
2号线站厅
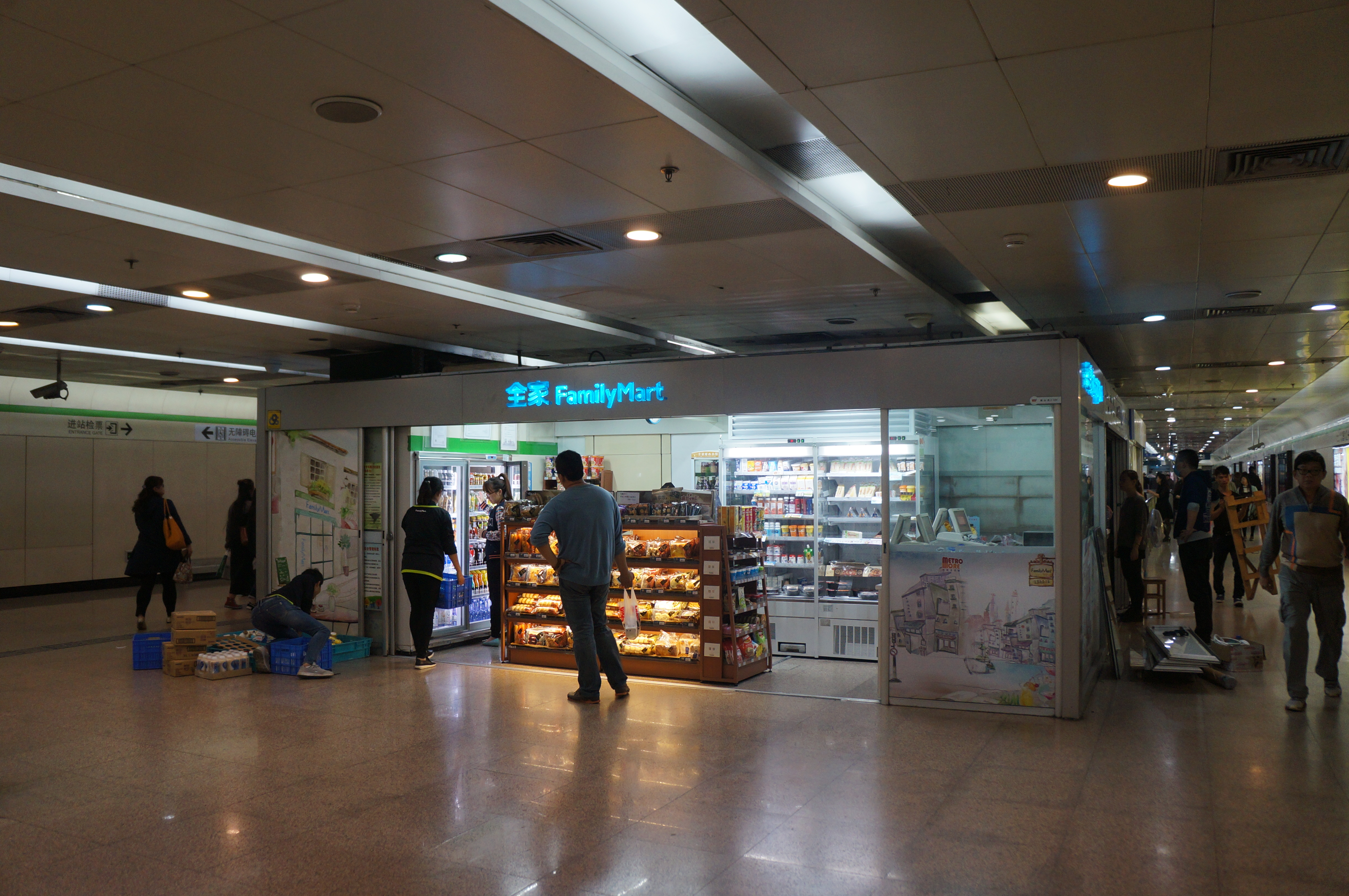
2号线站厅设有FamilyMart等商店设施
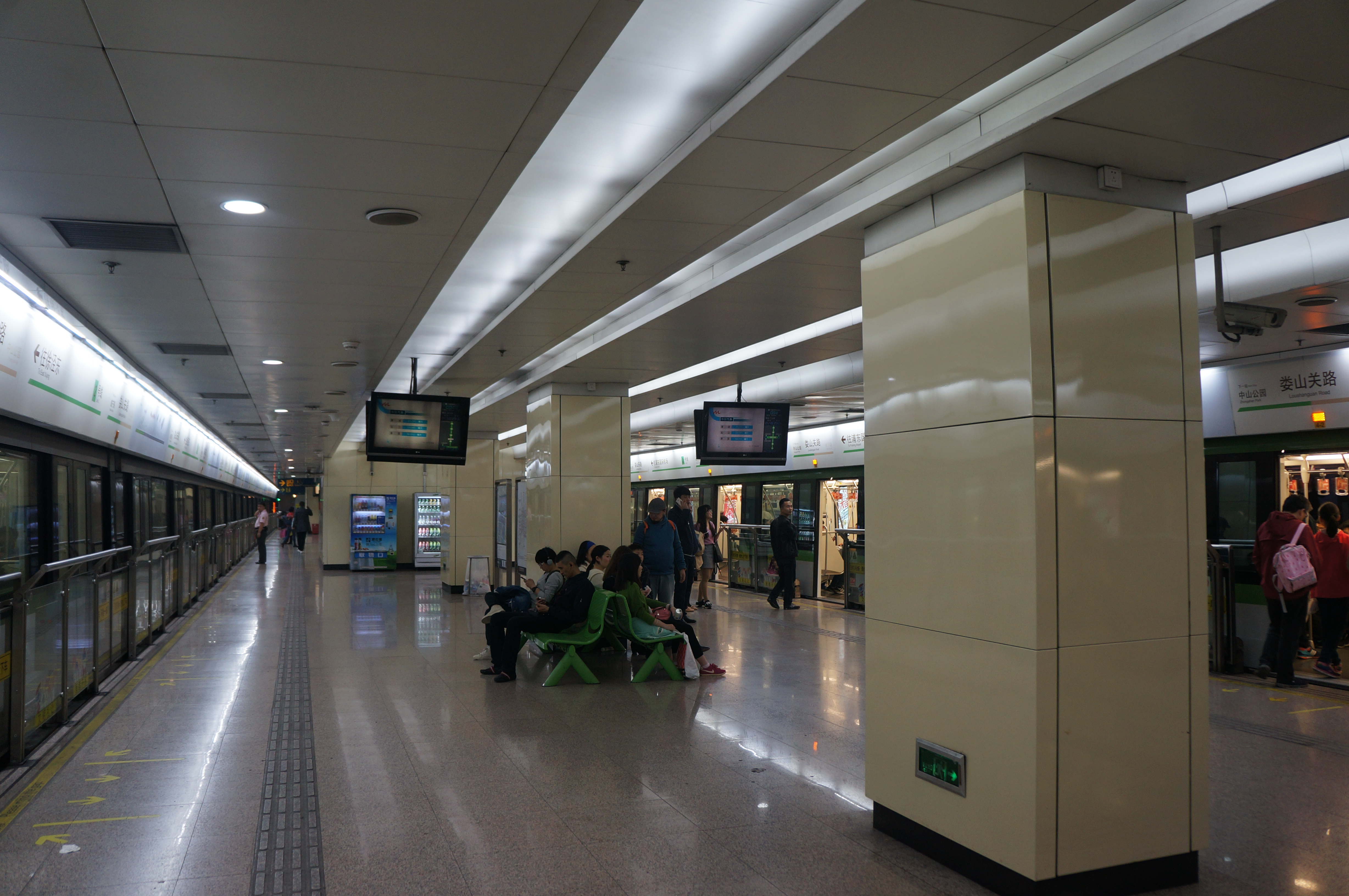
2号线站台
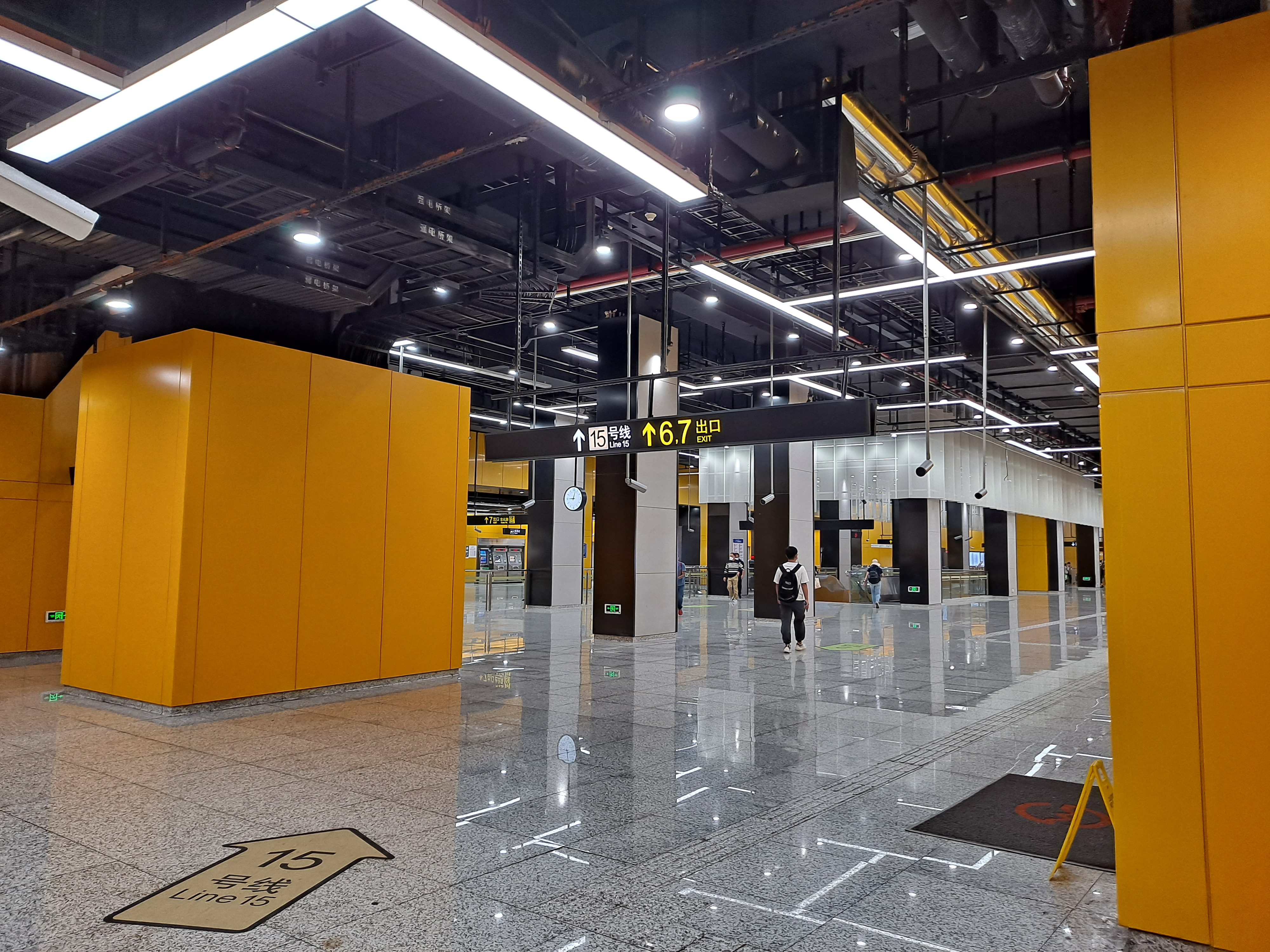
15号线站厅
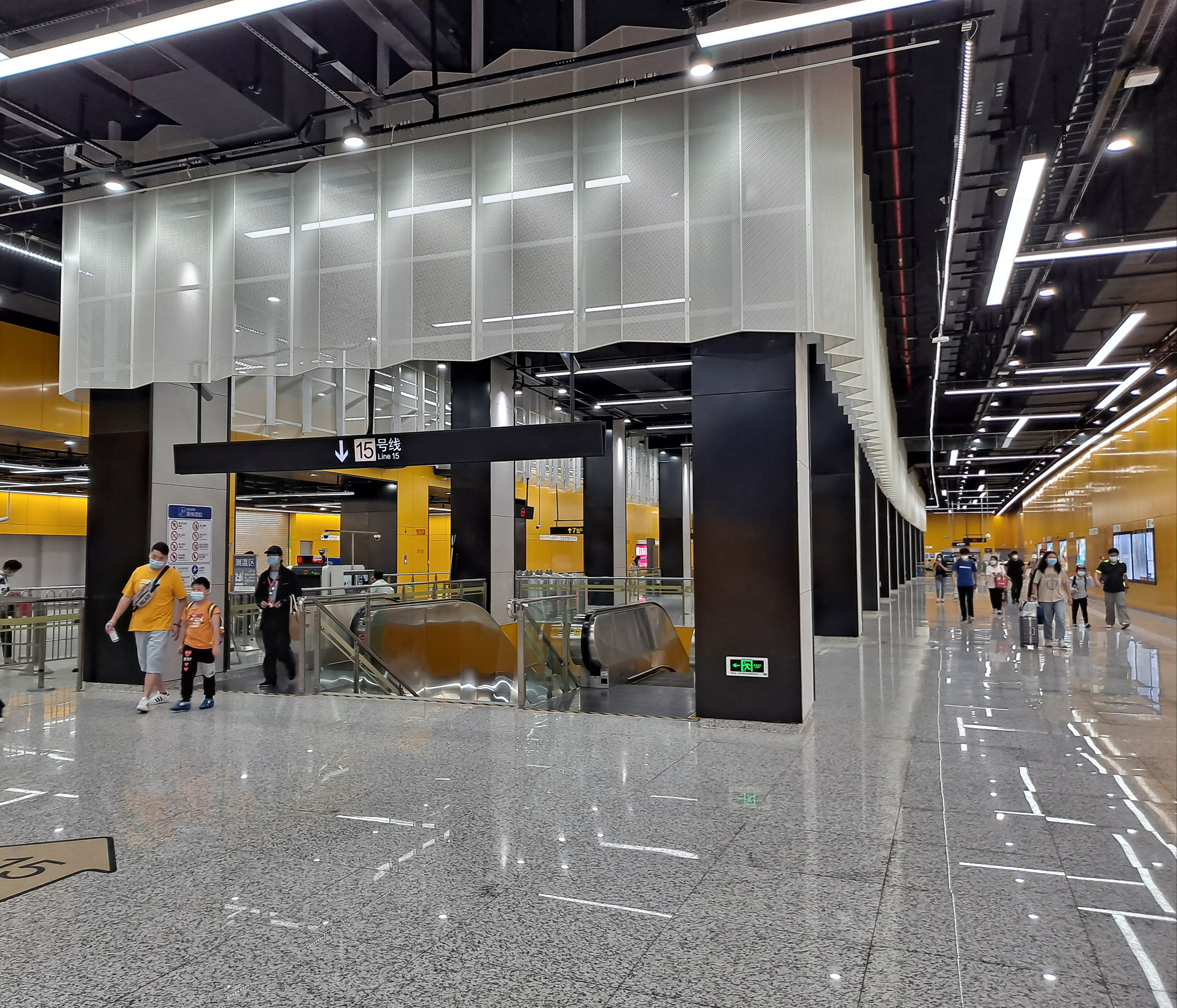
15号线站厅
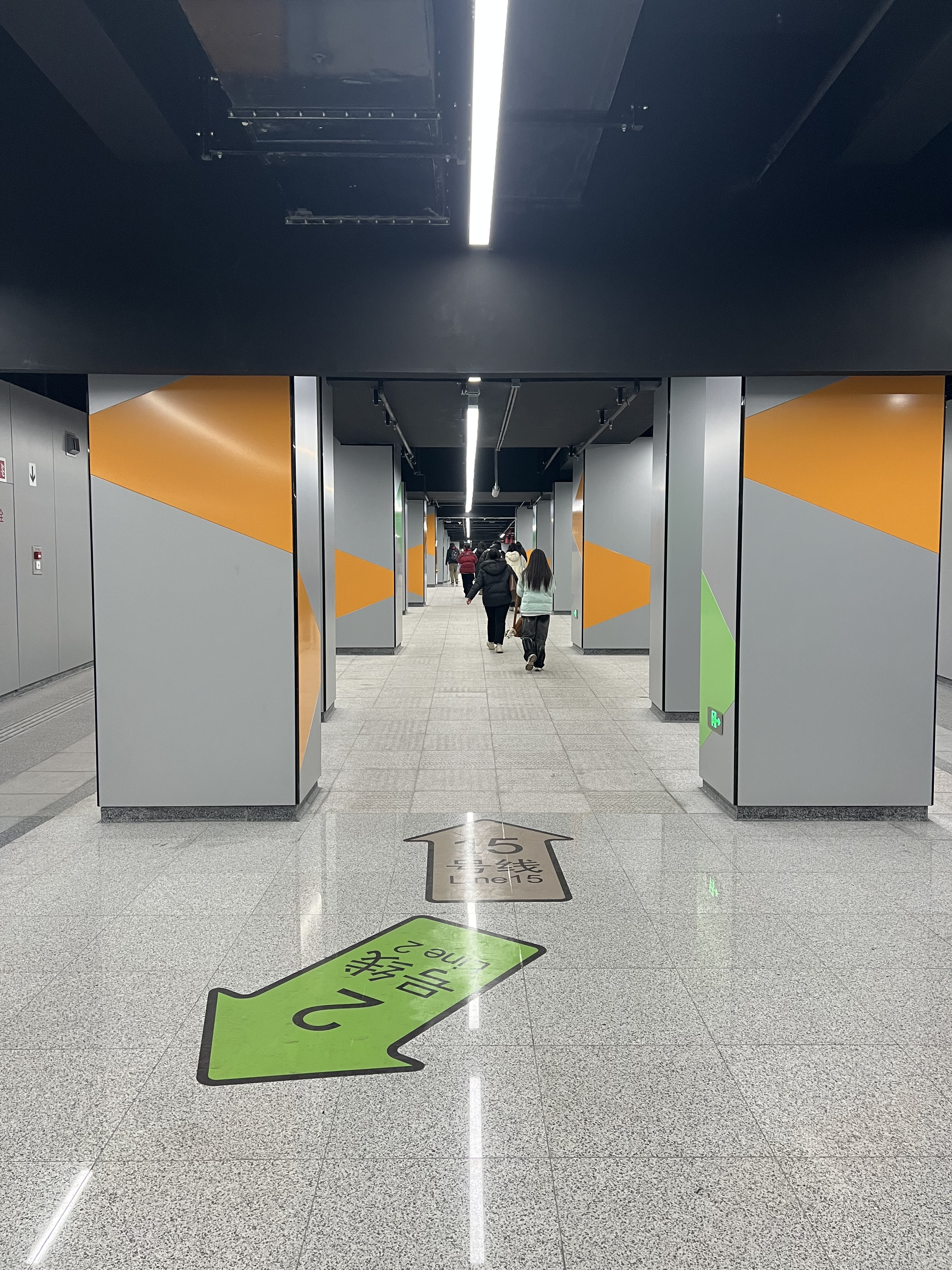
换乘通道

### 車站出口
娄山关路站設有7個出口，其中1-3号口连通2号线车站，5-7号口连通15号线车站，4号口位于换乘通道内。车站1号出入口通道内有地下连通道通往汇金百货，2号出入口通道内有地下连通道通往天山夜市，4号口为巴黎春天商场联通口，无独立的通往地面的通道，在2025年5月17日前没有编号。各出入口如下所示：
| 出口编号            | 出口指示                 | 照片           |
| 连通 2号线站厅      | 连通 2号线站厅           | 连通 2号线站厅 |
| ------------------- | ------------------------ | -------------- |
| 1 · 出口            | 娄山关路，天山路         |                |
| 2 · 出口 · （设有） | 娄山关路，天山路         |                |
| 3 · 出口            | 娄山关路，天山路，古北路 |                |
| 连通换乘通道        |                          |                |
| 4 · 出口            | 天山路                   |                |
| 连通 15号线站厅     |                          |                |
| 5 · 出口            | 天山路，古北路           |                |
| 6 · 出口            | 天山路，古北路           |                |
| 7 · 出口 · （设有） | 古北路                   |                |
| 图例： 设有         |                          |                |

## 接驳交通
54、69、71、72、74、74B、88、121、127、141、158、251、309、311、316、519、737、757、808、825、829、836、855、856、941、251（高峰车）

## 車站周邊
- 居民小区：天山新村
- 商业分布：天山路一条街、天山商厦、百盛百货公司、汇金百货虹桥店、巴黎春天天山店、金虹桥商场、虹桥开发区
- 娱乐设施：虹桥艺术中心（天山电影院）

## 歷史

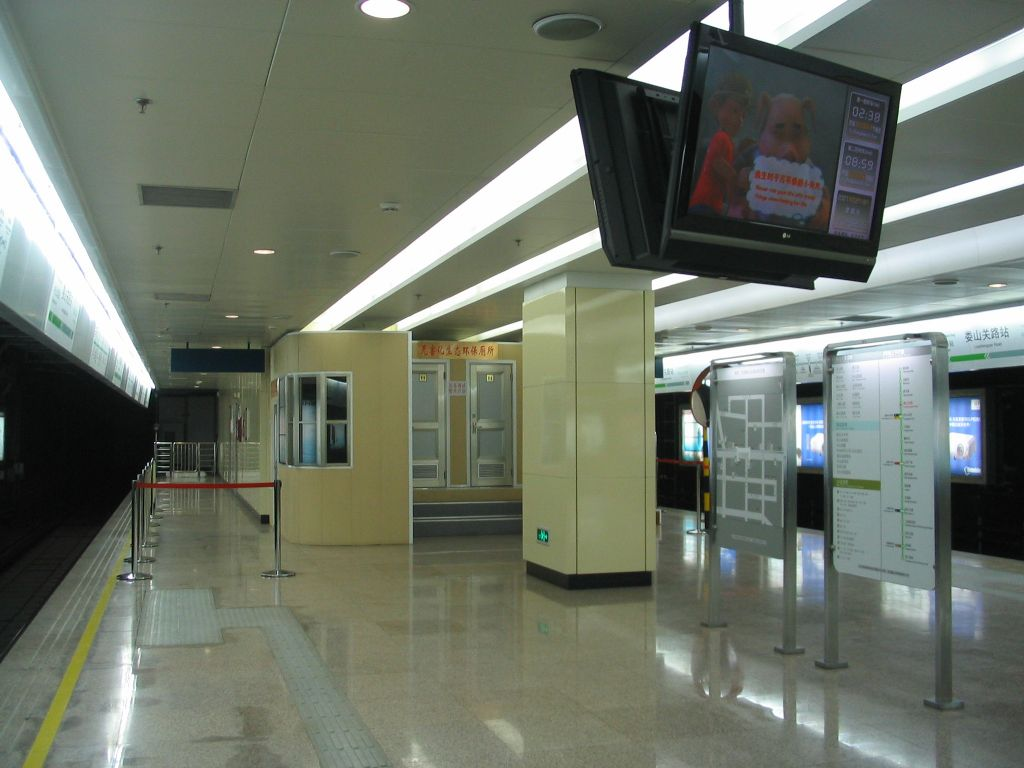
2007年安裝半高屏蔽门前的2号线站台

- 2006年12月30日，娄山关路站随上海轨道交通2号线西延段（中山公园~淞虹路）开通啟用[1]。
- 2012年11月起，2号线站台加装半高屏蔽门[6]。
- 2021年12月5日，车站5号出入口开通。
- 2024年5月，换乘通道土建招标。换乘通道由5号口附属明挖段（已完成）、巴黎春天改造段、2号线改造段组成，总长约320米，最大宽度20米，最大高度3.9米。工期170天。[7]
- 2024年7月20日，换乘通道开工建设，车站4号口关闭并改造为换乘通道和新的巴黎春天连通口。[8]
- 2024年12月31日，站内换乘通道开通。[3]
- 2025年3月30日，巴黎春天商场连通口开通[5]。
- 2025年5月17日，巴黎春天商场连通口被命名为4号口[5]。